# Тарек Соліман
Тарек Соліман (араб. طارق سليمان, нар. 24 січня 1962, Порт-Саїд) — єгипетський футболіст, який грав на позиції півзахисника. Відомий за виступами за клуб зі свого рідного міста «Аль-Масрі» та збірну Єгипту, у складі якої був учасником чемпіонату світу з футболу 1990 року та Кубку африканських націй 1988 та 1992 років. Після завершення кар'єри гравця — футбольний тренер, працював у низці єгипетських клубів та клубі з Ємена.

## Клубна кар'єра
Тарек Соліман народився у місті Порт-Саїд, де й розпочав займатися футболом. У сезоні 1980—1981 років грав у складі каїрського клубу «Замалек», з наступного року грав у команді зі свого рідного міста «Аль-Масрі». Провів у порт-саїдській команді 14 сезонів, де грав аж до закінчення кар'єри гравця у 1985 року. У складі команди тричі грав у фіналі Кубка Єгипту, проте жодного разу не здобув почесного титулу.

## Виступи за збірну
У 1981 році Тарек Соліман дебютував у складі збірної Єгипту, в якій грав до 1992 року. У складі збірної він брав участь у двох Кубках африканських націй — у 1988 та 1992 роках. У складі збірної грав на чемпіонату світу з футболу 1990 року, на якому зіграв 1 матч, вийшовши на заміну в матчі зі збірною Англії. У 1988 році Соліман грав у складі збірної Єгипту на Кубку арабських націй, на якому єгипетська збірна зайняла 3 місце. Всього зіграв у складі збірної 16 матчів.

## Тренерська кар'єра
З 2008 року Тарек Соліман розпочав тренерську кар'єру. У 2008 році він очолював тренерський штаб свого рідного клубу «Аль-Масрі». У 2009 році входив до тренерського штабу команди «Телеком Єгипт», потім входив до тренерського штабу команд «Замалек» та «Ісмайлі». У 2012 року знову очолював команду «Аль-Масрі», пізніше очолював тренерський штаб єменської команди «Ас-Сакр».

## Титули і досягнення
- Чемпіон Африки (U-21): 1981